# تينا ماثيوز
تينا ماثيوز (بالإنجليزية: Tina Matthews)‏ هي كاتبة للأطفال وكاتِبة نيوزيلندية، ولدت في 1961.